# Miha Kürner
Miha Kürner (ur. 27 lutego 1987 w Lublanie) – słoweński narciarz alpejski, brązowy medalista mistrzostw świata juniorów.

## Kariera
Po raz pierwszy na arenie międzynarodowej Miha Kürner pojawił się 13 grudnia 2002 roku w Racines, gdzie w zawodach FIS Race zajął 66. miejsce w gigancie. W 2004 roku wystartował na mistrzostwach świata juniorów w Mariborze, gdzie nie ukończył rywalizacji w slalomie. Jeszcze trzykrotnie startował na imprezach tego cyklu, największy sukces osiągając podczas mistrzostw świata juniorów w Altenmarkt w 2007 roku, gdzie był trzeci w kombinacji. W zawodach tych wyprzedzili go jedynie Beat Feuz ze Szwajcarii oraz Austriak Bernhard Graf.
W zawodach Pucharu Świata zadebiutował 16 listopada 2008 roku w Levi, gdzie nie ukończył pierwszego przejazdu w slalomie. Pierwsze pucharowe punkty wywalczył 26 lutego 2011 roku w Bansku, zajmując dziewiętnaste miejsce w superkombinacji. Najlepsze wyniki osiągał w sezonie 2010/2011, kiedy zajął 140. miejsce w klasyfikacji generalnej. W 2013 roku wystartował na mistrzostwach świata w Schladming, gdzie nie ukończył slalomu. Nie brał udziału w igrzyskach olimpijskich.

## Osiągnięcia

### Mistrzostwa świata
| Miejsce | Dzień     | Rok  | Miejscowość | Konkurencja | Czas biegu  | Strata | Zwycięzca       |
| ------- | --------- | ---- | ----------- | ----------- | ----------- | ------ | --------------- |
| DNF2    | 17 lutego | 2013 | Schladming  | Slalom      | 1:51,03 min | -      | Marcel Hirscher |

### Mistrzostwa świata juniorów
| Miejsce | Dzień     | Rok  | Miejscowość  | Konkurencja | Czas biegu  | Strata     | Zwycięzca            |
| ------- | --------- | ---- | ------------ | ----------- | ----------- | ---------- | -------------------- |
| DNF1    | 14 lutego | 2004 | Maribor      | Slalom      | 1:33,33 min | -          | Raphael Fässler      |
| 42.     | 23 lutego | 2005 | Bardonecchia | Zjazd       | 1:25,58 min | +3,70 s    | Rok Perko            |
| DNF2    | 24 lutego | 2005 | Bardonecchia | Slalom      | 1:24,10 min | -          | Filip Trejbal        |
| 43.     | 25 lutego | 2005 | Bardonecchia | Supergigant | 1:25,20 min | +2,76 s    | Michael Gmeiner      |
| DNF2    | 27 lutego | 2005 | Bardonecchia | Gigant      | 2:10,28 min | -          | Michael Gmeiner      |
| DNF     | 2 marca   | 2006 | Québec       | Zjazd       | 1:27,26 min | -          | Christopher Beckmann |
| 21.     | 4 marca   | 2006 | Québec       | Supergigant | 1:11,81 min | +1,84 s    | Michael Sablatnik    |
| DNF1    | 5 marca   | 2006 | Québec       | Slalom      | 1:32,98 min | -          | Mikkel Bjørge        |
| 26.     | 6 marca   | 2006 | Québec       | Gigant      | 2:20,50 min | +4,80 s    | Stefan Guay          |
| 7.      | 6 marca   | 2007 | Altenmarkt   | Zjazd       | 1:38,41 min | +1,08 s    | Beat Feuz            |
| 6.      | 8 marca   | 2007 | Altenmarkt   | Supergigant | 1:07,77 min | +0,77 s    | Beat Feuz            |
| 10.     | 9 marca   | 2007 | Altenmarkt   | Gigant      | 2:14,01 min | +2,25 s    | Marcel Hirscher      |
| 6.      | 10 marca  | 2007 | Altenmarkt   | Slalom      | 1:49,45 min | +1,64 s    | Matic Skube          |
| 3.      | 10 marca  | 2007 | Altenmarkt   | Kombinacja  | 22,36 pkt   | +16,38 pkt | Beat Feuz            |

### Puchar Świata

#### Miejsca w klasyfikacji generalnej
- sezon 2008/2009: -
- sezon 2009/2010: -
- sezon 2010/2011: 140.
- sezon 2011/2012: -
- sezon 2012/2013: -
- sezon 2013/2014: -
- sezon 2014/2015: 150.
- sezon 2015/2016: -
- sezon 2016/2017: -

#### Miejsca na podium
Kürner nie stawał na podium zawodów PŚ.